# Piila
Piila (Duits: Pihla) is een plaats in de Estlandse gemeente Saaremaa, provincie Saaremaa. De plaats heeft de status van dorp (Estisch: küla) en telt 36 inwoners (2021).
Tot in december 2014 behoorde Piila tot de gemeente Kaarma, tot in oktober 2017 tot de gemeente Lääne-Saare en sindsdien tot de fusiegemeente Saaremaa.

## Geschiedenis
Piila werd voor het eerst genoemd in 1645 onder de naam Pyla. In het midden van de 18e eeuw ontstond een landgoed Piila. De (Russische) staat was de eigenaar. In 1873 werd in Piila een orthodoxe kerk gebouwd, de kerk van de aartsengel Michael (Estisch: Peaingel Miikaeli kirik). In het begin van de 20e eeuw was deze kerk de eigenaar van het landgoed. Bij de kerk hoort ook een kerkhof. Tussen 1852 en 1918 had Piila ook een orthodoxe parochieschool. De kerk behoort toe aan de Estische Apostolisch-Orthodoxe Kerk.
Tussen 1977 en 1997 maakten de buurdorpen Keskvere en Õha deel uit van Piila.